# 介休关帝庙
介休关帝庙是一处古建筑，位于山西省晋中市介休市北关街道北大街社区东大街95号，建于清代。
2003年1月15日，介休关帝庙公布为晋中市文物保护单位。2021年8月4日，介休关帝庙公布为第六批山西省文物保护单位。